# Gematigd grasland, savanne of struweel
Het Gematigd grasland, savanne of struweel vormt een WWF-bioom dat vooral van het bioom Tropisch of subtropisch grasland, savanne of struweel verschilt door zijn lagere gemiddelde temperatuur. 
Dit bioom is gewoonlijk geheel boomloos, behalve in stroomdalen van beken en rivieren en het wordt beheerst door grassoorten. In verschillende delen van de wereld draagt het verschillende namen. In Noord-Amerika is dat prairie, in Zuid-Amerika pampa, in Rusland steppe, in Zuid-Afrika veld enz.
Er waren toen het bioom nog intact was grote aantallen grote grazers die trektochten ondernamen. Dit geldt voor zoogdieren als Bubalus bubalis, Saiga tatarica, Pantholops hodgsoni en Equus hemionus. Grote delen van het bioom zijn echter omgezet in landbouwareaal. Toch is er nog een rijke variëteit aan planten in kleinere stukken van het bioom te vinden, hoewel de biodiversiteit gewoonlijk niet erg hoog is.
Een kenmerk van het bioom is dat veldbranden een belangrijke rol spelen.